# Rocki Roads
Rocki Roads (New Haven, Connecticut; 22 de diciembre de 1974) es una actriz pornográfica estadounidense retirada. Rocky tiene antepasados italianos, franco-canadienses, y nativos americanos. Siendo bastante joven y antes de entrar en el mundo del cine porno, trabajó como camarera en una sucursal de comida rápida americana Wendy's de su pueblo. Poco después, emigró a Canadá y allí empezó a trabajar por su cuenta como bailarina erótica. Como tal, recibió numerosos premios, incluyendo Miss Hot Legs, Miss Hard Body, Miss Best Body y Miss Best Boobs. Pronto, varios productores de la industria pornográfica le pidieron que protagonizara sus películas.
Rocki se hizo un lugar en el mundo del porno a partir del año 1996 cuando se mudó a Los Ángeles. En el mes de septiembre de 1997, apareció en la portada de la revista erótica Penthouse y posteriormente posó varias veces para las revistas Score y Hustler's Busty Beauties. Su mayor fama la obtuvo con la película Boobwatch, una parodia pornográfica de la serie de televisión Baywatch producida por Sin City. Su creciente popularidad eventualmente le permitió firmar un lucrativo contrato exclusivo con la productora Digital Playground. También se le recuerda por ser pionera y una de las primeras estrellas pornográficas que produjeron Cd-rom interactivos para Internet. Como la estrella del contrato de la compañía, protagonizó "Virtual Sex with Rocki Roads" en 1998, "Sueños húmedos de Rocki Roads" en 1999 y "All Star de Rocki Roads" en 2000. Esta película fue la última aparición antes de su retiro de la industria pornográfica.